# Stichkanal Osnabrück
Der Stichkanal Osnabrück (SKO), gelegentlich auch Zweigkanal Osnabrück, ist eine etwa 14,5 km lange künstliche Wasserstraße, die den Mittellandkanal mit dem Hafen im gleichnamigen Stadtteil von Osnabrück verbindet. Er wurde zwischen 1910 und 1915 errichtet und verläuft mit einem maximalen Abstand von etwa einem Kilometer weitgehend parallel zur nicht schiffbaren Hase.

## Verlauf
Der Stichkanal beginnt in Bramsche-Pente bei Kanalkilometer 30,39 des Mittellandkanals mit einer Haltungshöhe von 50,3 m ü. NN und führt zunächst Richtung Süden. Nach etwa 2,5 km überquert er die Grenze zur Gemeinde Wallenhorst; dort befindet sich ein Yachthafen. Bei km 7,2 folgt die Hollager Schleuse, an der das Kanalniveau auf 55,05 m ü. NN angehoben wird.
In südöstlicher Richtung führt der Stichkanal weiter auf das Gebiet der Stadt Osnabrück, wo kurz darauf ein kleiner Abstecher Richtung Süden führt, der nur mit Erlaubnis befahren werden darf. Dort befinden sich die Bootshäuser der Osnabrücker Wassersportvereine.
Anschließend beginnt der Hafenbereich im Stadtteil Hafen: Zunächst der Piesberger Hafen, der früher dem Abtransport von Produkten aus dem nahe gelegenen Steinbruch im Piesberg diente, dann folgt der Ölhafen, über den die Stadt mit Mineralölen versorgt wird.
Mit der anschließenden Schleuse Haste bei km 12,7, durch die das Niveau auf 59,8 m ü. NN angehoben wird, endet nach 13 km die Bundeswasserstraße als Wasserstraßenklasse IV (Europawasserstraße), für die seit dem 5. Februar 2020 das Wasserstraßen- und Schifffahrtsamt Mittellandkanal / Elbe-Seitenkanal zuständig ist (zuvor das Wasserstraßen- und Schifffahrtsamt Minden).
Anschließend beginnt der von den Stadtwerken Osnabrück verwaltete Stadthafen, in dem verschiedene Güter gelagert und umgeschlagen werden. Mit einer Länge von etwa 1,5 km bildet das Hafenbecken den Abschluss des Stichkanals.

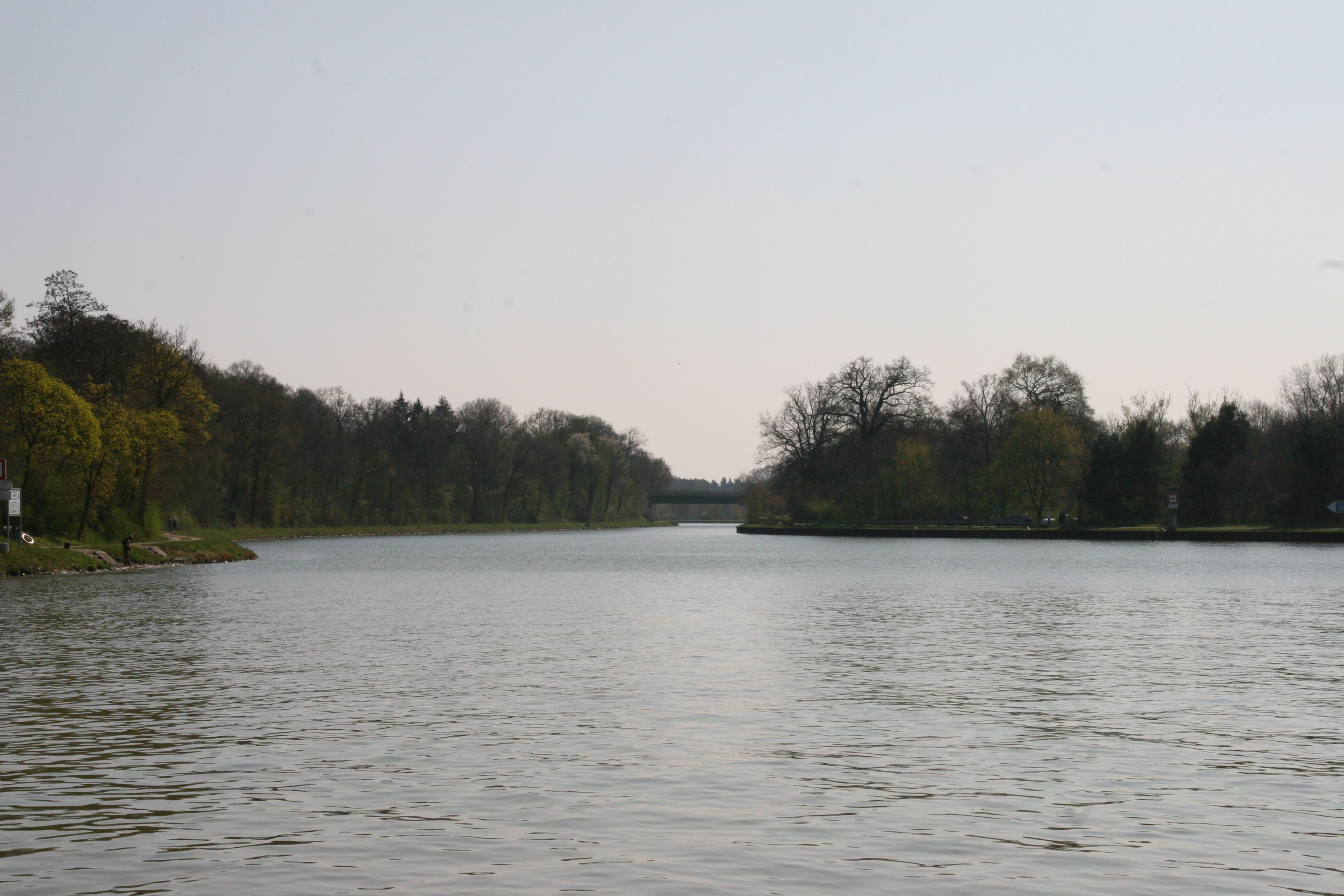
Stichkanal Osnabrück, Abzweigung aus dem Mittellandkanal bei Achmer
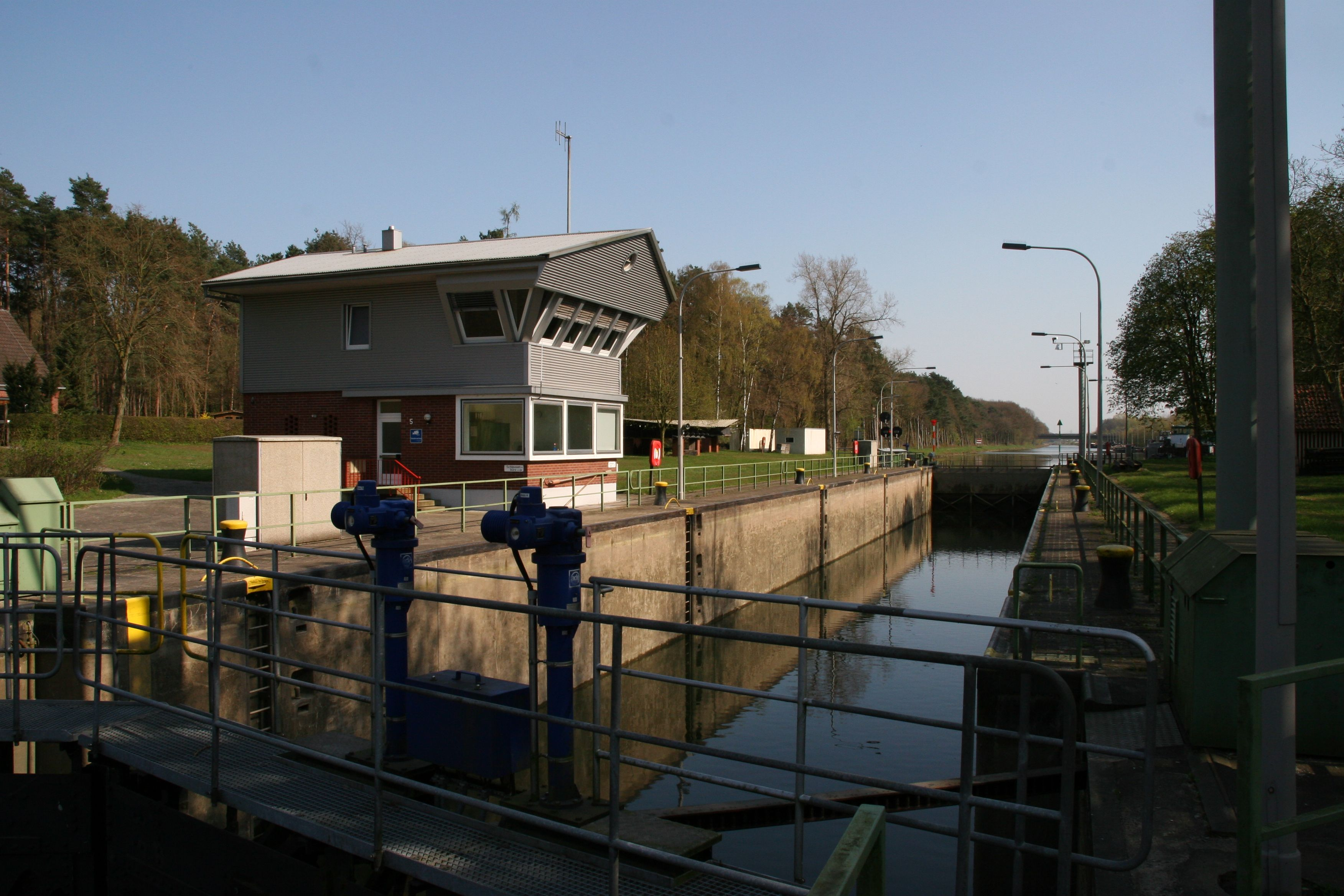
Stichkanal Osnabrück, Hollager Schleuse
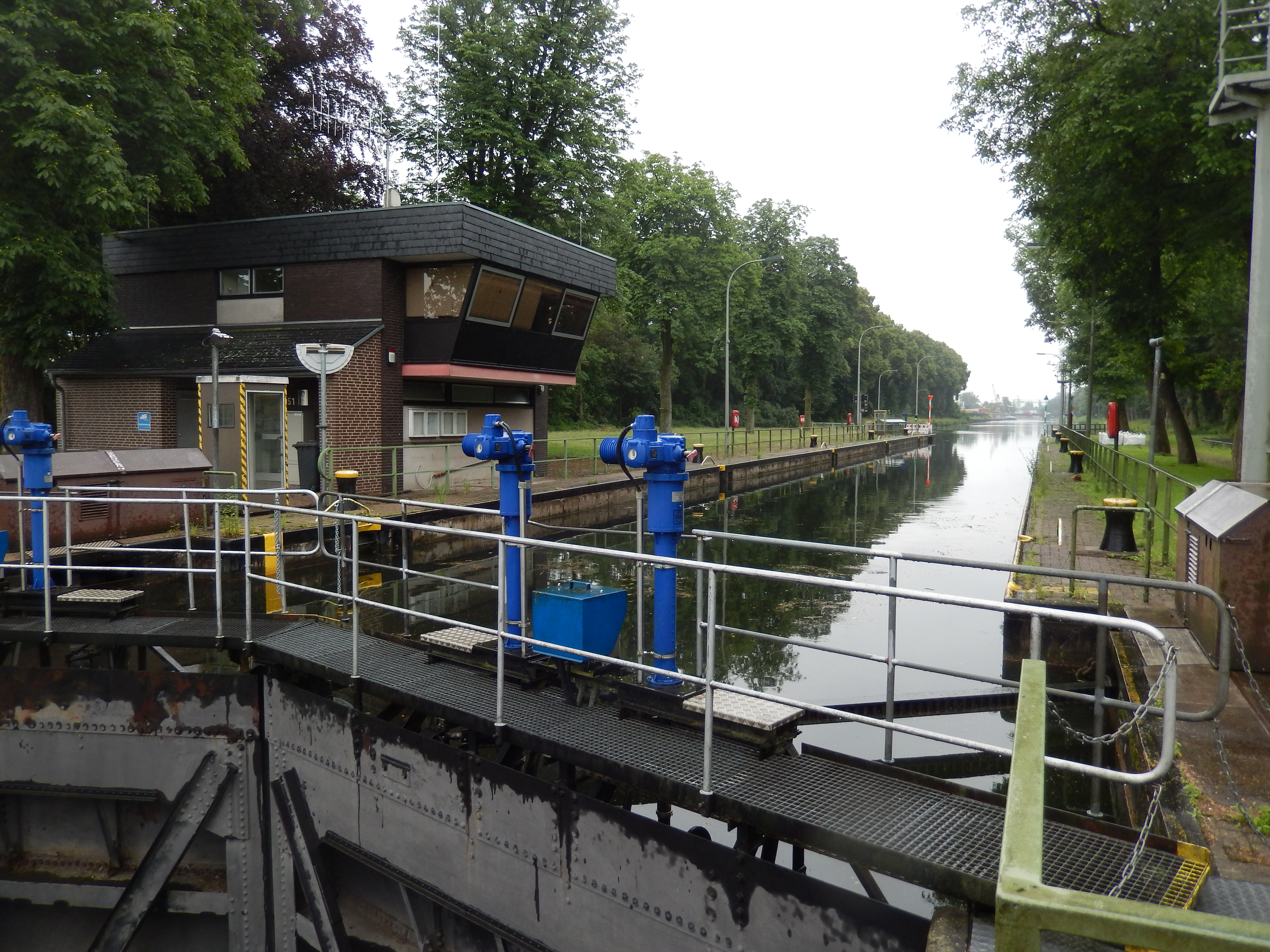
Schleuse Haste
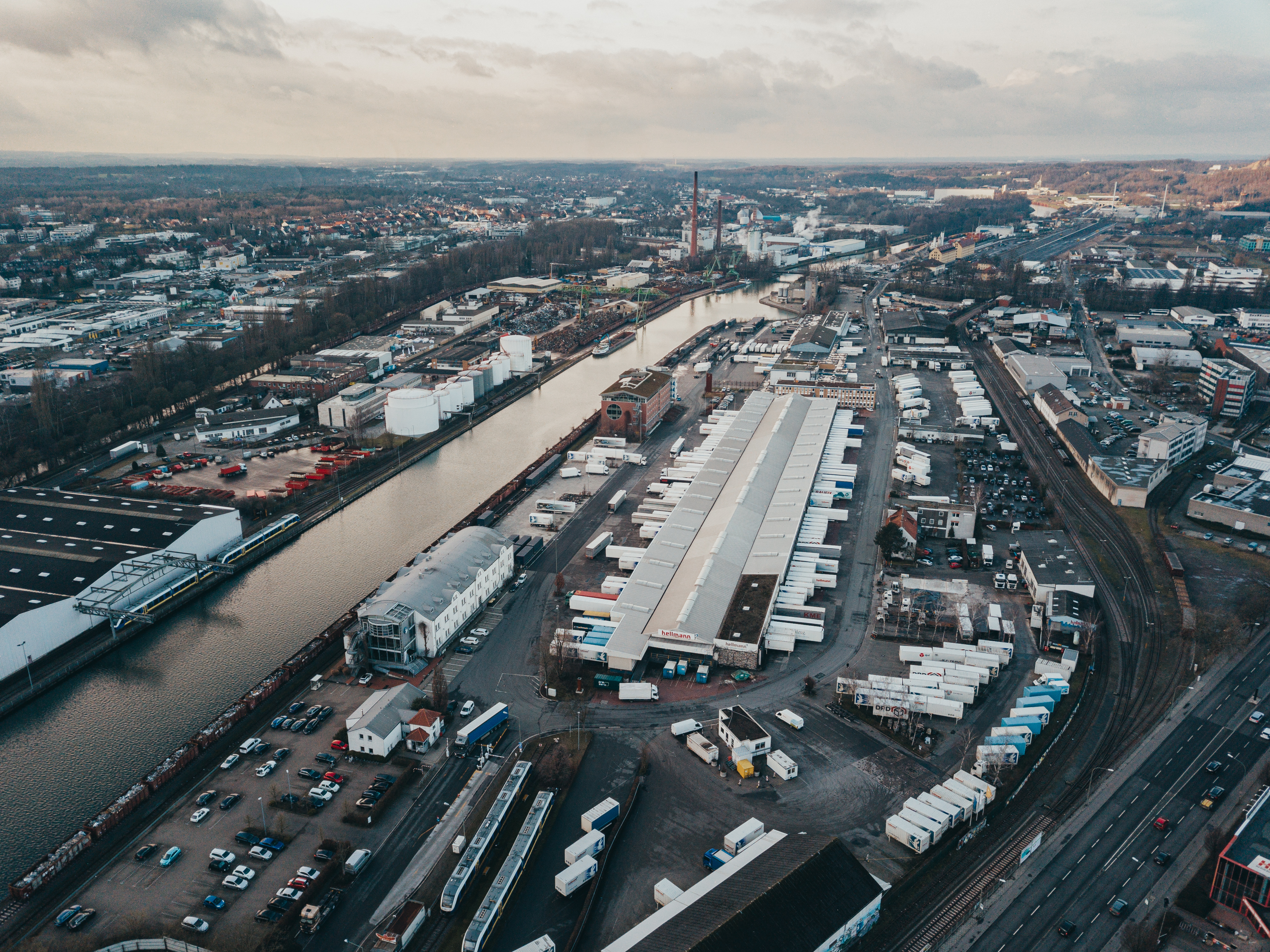
Der Stichkanal endet im Osnabrücker Stadthafen (Blickrichtung Nordwest)

## Geschichte

### Hintergrund
Im Zeitraum 1906 bis 1915 wurde der erste Abschnitt des Mittellandkanals gebaut. Aus finanziellen und technischen Gründen wurde der Kanal dabei nicht, wie ursprünglich vorgesehen, direkt durch Osnabrück gebaut, sondern in einem Abstand von rund 15 Kilometern nördlich um die Stadt herumgeführt. Trotzdem wollte man auch die aufstrebende Industrie Osnabrücks von den günstigen Transportbedingungen des Schiffsverkehrs profitieren lassen. Da die Hase als größtes Fließgewässer der Stadt jedoch nicht schiffbar ist, entschied man sich 1905, einen Stichkanal zu errichten. Die gleiche Lösung wurde später auch für die Städte Hildesheim und Salzgitter umgesetzt.

### Bau
1912 wurde mit der Erschließung des Hafengeländes und der Aushebung des Hafenbeckens begonnen, zuvor hatte man die Hase auf einem mehrere Kilometer langen Abschnitt begradigt. Für den Bau des Kanals mussten zwei Millionen Kubikmeter Aushub bewegt werden, um das Kanalbett parallel zur Hase zu erstellen. Das Osnabrücker Unternehmen Echterhoff erstellte mit Hilfe von Eimerkettenbaggern und Feldbahnen 12 km der insgesamt 14,5 km langen Trasse. Im Bereich des Hafens wurde das Gelände aufgehöht und begradigt und zudem Gleise der neuen Hafenbahn gelegt. Diese nahm schon am 1. November 1915 mit zwei Akkulokomotiven ihren Betrieb auf. Die Baukosten des Hafens mit den Gewerbegebieten und Straßen, welche ursprünglich mit 2 Millionen Mark kalkuliert worden waren, stiegen bis 1922 auf 6 Millionen Mark.
Zudem wurde die Stadt verpflichtet, sich mit jährlich bis zu 161.000 Mark, am Unterhalt des Kanals zu beteiligen. Die Stadt strebte an, den durch die Bahn projektierten Güterbahnhof mit in den Bereich des Hafens zu legen. Zum Nachteil der Stadt wurde aber der neue Güter- und Rangierbahnhof nicht am Hafen angelegt, sondern im Fledder hinter dem Hauptbahnhof.
Am 3. April 1916 lief der Schleppkahn Minden 2 als erstes Schiff, von Bremen über Minden kommend, mit einer Ladung von 475 t Hafer im Hafen Osnabrück ein. Ursprünglich war angedacht, den Zweigkanal bis zum Eisenwerk Georgsmarienhütte südlich von Osnabrück zu verlängern, was indes ebenfalls aus Kostengründen verworfen wurde.

### Ausbau
Der ursprüngliche Ausbau ließ, analog zum Mittellandkanal, ein Befahren mit Schiffen bis 600 Tonnen Gewicht zu. Ein Ausbau für eine Gewichtsklasse bis 1000 Tonnen durch Erhöhung des Wasserspiegels war vorbereitet. Begegnungsverkehr war zunächst nicht möglich. In den 1930er Jahren erfolgte ein erster Ausbau in Form einer Erhöhung des Wasserspiegels um 40 cm und des Baus von Ausweichstellen, die Schiffsbegegnungen ermöglichten.
Aufgrund anhaltender Vergrößerung der Schiffsmaße sollte analog zum Mittellandkanal auch der Stichkanal Osnabrück für eine Befahrbarkeit mit dem Großmotorschiff ertüchtigt werden. Die ersten Abschnitte des SKO wurden ab den 1980er Jahren auf den neuen Querschnitt ausgebaut. In den 2000er Jahren wurde der Ausbau intensiviert. So wurden zwischen 2003 und 2011 rund sechs Kanalkilometer ausgebaut, was auch den Neubau von sechs Brücken und zwei Dükern umfasste.
Die Brücke 75 „Maschweg“ bei Kanalkilometer 4,873 wurde am 14. Juli 2010 ersatzlos abgerissen. Der Abriss wurde jahrelang kontrovers diskutiert, da die Brücke als Wahrzeichen Hollages gesehen wurde und man sich auf Verträge zur Nutzung von 1908 berief. Da ein Ersatzneubau nur ein Nutzen-Kosten-Verhältnis von 0,3 erreichte, erforderlich wären 3,0, verzichtete das Wasser- und Schifffahrtsamt trotz der Proteste von Anwohnern und Politik schließlich auf einen Ersatzneubau.
Vor Ort blieb ein Auflieger der Brücke als Denkmal erhalten.

#### Neubau der Brücke 79 „Die Eversburg“

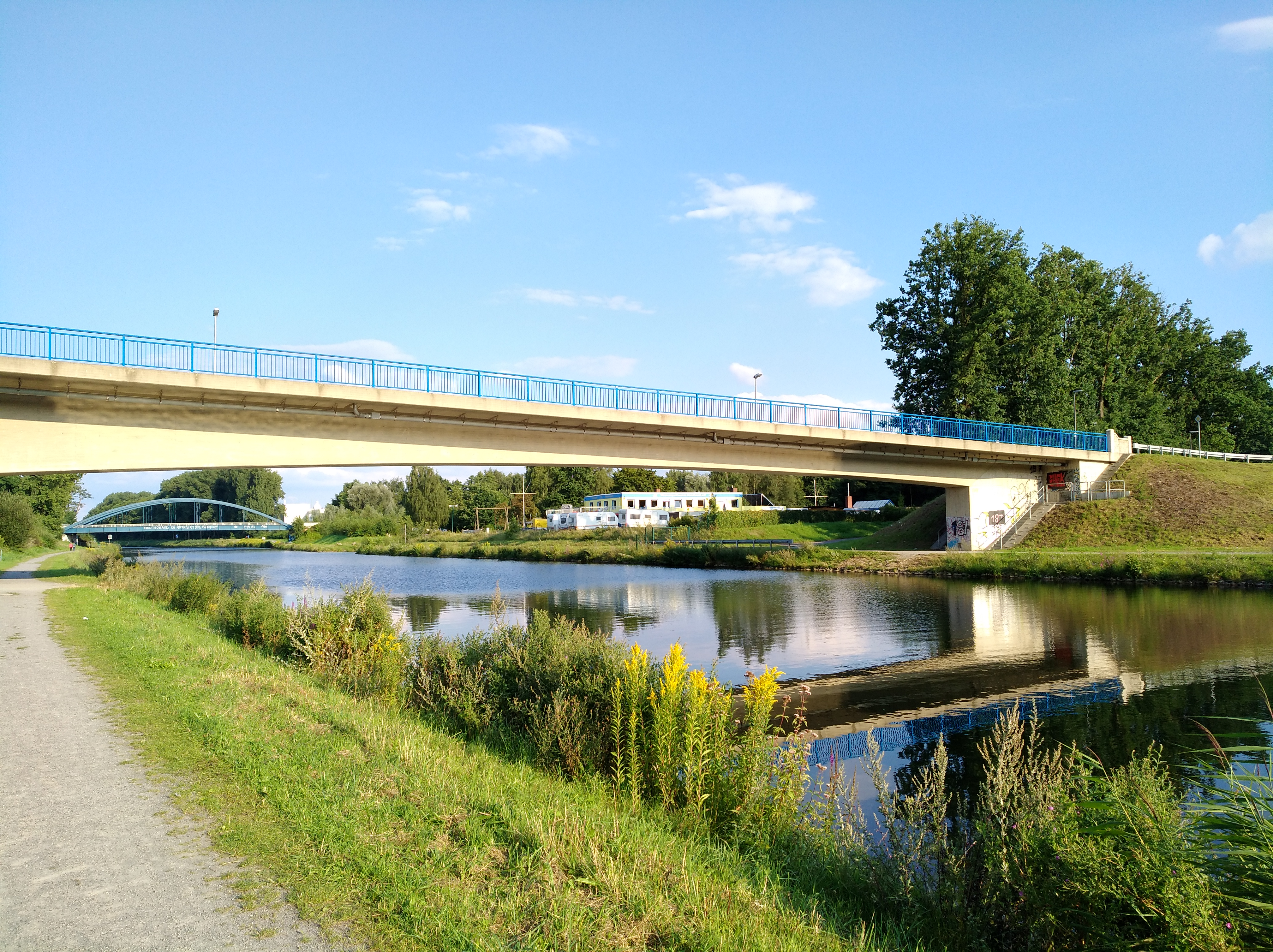
Neue Brücke 79

Für den Ausbau des Kanals musste die alte Stahlfachwerkbrücke Brücke 79, über die die Straße Die Eversburg führt, 2009 durch eine neue Spannbetonbrücke ersetzt werden. Die 1914 errichtete Brücke, die ebenso wie eine südlich gelegene Brücke über einen Altarm der Hase gelegentlich als Römerbrücke bezeichnet wurde, wies mit einer Stützweite von 34,40 m bei 6,19 m Breite nicht genug Spannweite für die Verbreiterung des Kanals auf. Sie wurde im Juli 2008 mit Hilfe zweier Autokrane demontiert, nachdem sie 96 Jahre an dieser Stelle den Stichkanal überspannt hatte. Anfang März 1945 sollte sie zur Verzögerung des Vormarschs der alliierten Streitkräfte gesprengt werden, widerstand jedoch der Sprengung. Auch mehrere Anpralle von Schiffsaufbauten in den Jahren bis zum Abriss verursachten an der Brücke keine größeren Schäden.
Die neue Brücke, welche an das neue Profil des Stichkanals angepasst wurde, ist 52,90 m lang und besitzt eine 5,50 m breite Fahrbahn. Zusätzlich ist an der Ostseite ein 2,50 m breiter Rad- und Fußweg angelegt worden. Als Baukosten für die Ersatzbrücke sind 3,0 Mio. Euro angegeben. Die Verkehrsfreigabe der neuen Brücke erfolgte am 27. November 2009 in der Mittagszeit.

#### Schleusen als Nadelöhre
Als Nadelöhre, die ein Passieren für Großmotorschiffe weiterhin unmöglich machen, wirken die Schleusen Hollage und Haste. Auch das Hafenbecken in Osnabrück müsste vertieft werden. Auf eine Anfrage des Abgeordneten Burkhard Jasper im niedersächsischen Landtag im Jahr 2014 antwortete der niedersächsische Wirtschaftsminister Olaf Lies, dass ein Neubau der Schleusen Hollage und Haste „[a]ufgrund der fehlenden Entwicklungsperspektive im Stadthafen Osnabrück […] zurückgestellt“ werde. Es werde sich stattdessen auf einen Ausbau des direkt am Mittellandkanal gelegenen Hafen Bohmte konzentriert. Lediglich eine Grundinstandsetzung der Schleusen in den alten Maßen sei noch vorgesehen.
Im 2016 verabschiedeten Bundesverkehrswegeplan 2030 (BVWP) ist das Vorhaben zum Schleusenneubau als Weiterer Bedarf (WB) eingestuft. Es erreicht ein Nutzen-Kosten-Verhältnis von 0,4 und gilt daher als nicht rentabel. Innerhalb der Laufzeit des BVWP – bis 2030 – ist eine Realisierung nicht vorgesehen, eine spätere Bedarfsprüfung ist jedoch möglich.
Sollte ein Neubau der Schleusen nicht mehr stattfinden, könnten trotz des erfolgten Ausbaus des Kanalprofils seit den 1980er Jahren auch in Zukunft keine größeren Binnenschiffe den Hafen Osnabrück anlaufen. Vor dem Hintergrund bezeichnete der Bundesverband der Deutschen Binnenschifffahrt den Stichkanal Osnabrück 2011 als Investitionsruine.
Am 21. Mai 2024 starteten die Bauarbeiten zur Vertiefung des Hafenbereichs im Stadtgebiet von Osnabrück. Durch die Vertiefung von 3 auf 3,25 Meter Wassertiefe steigt mit der größeren Abladetiefe die Auslastung der Binnenschiffe um bis zu 300 Tonnen.

### Hochwasserschäden 1981 und 2010
Der Stichkanal verläuft über den schmalen Durchlass zwischen den Piesberg-Ausläufern und der Hase. Um Schiffen die Fahrt bis in den Osnabrücker Hafen zu ermöglichen, musste in diesem Bereich die Hase auf 1,2 km Länge in Richtung Westen verschoben werden. Bei Hochwasser versuchte sie mehrmals, ihr altes Bett „zurückzuerobern“.

#### 1981
Am 12. März 1981 war nach tagelangen Regenfällen die Hase zu einem mächtigen Strom angeschwollen, der alle Uferwiesen unter Wasser gesetzt hatte. Im Bereich unterhalb der Hollager Schleuse nimmt die Hase die aus Lotte-Wersen herankommende Düte auf, die ebenfalls Hochwasser führte und den Druck verstärkte. Das Wasser überspülte erst den Hase-Leitdamm und griff dann direkt den Kanaldeich an. Nicht die absolute Höhe des Wasserstandes führte zum Eintritt des Hase-Wassers in den Kanal, sondern ein „von Kleintieren unterwühltes Dammstück“. Einige Fachleute gaben der Landwirtschaft eine Mitschuld an dem hohen Pegelstand. Diese habe neben dem Kanal Buschwerk zugelassen und Weidenzäune gezogen und dadurch den Ablauf des Wassers über die traditionellen Überschwemmungswiesen dadurch behindert, dass sich Treibgut darin verfangen habe.
An allen Pegeln des Niedersächsischen Landesbetriebs für Wasserwirtschaft, Küsten- und Naturschutz (NLWKN) entlang der Hase zählt das Hochwasser vom März 1981 zu den drei Hochwasserereignissen mit den höchsten Pegelständen seit 1950.

#### 2010
Nach den starken Regenfällen durch das Tief Cathleen wurde durch die stark hochwasserführende Hase nördlich der Hollager Schleuse der Leinpfaddamm am 27. August 2010 auf einer Länge von 100 Metern überspült. Durch die Überspülung lief an diesem Tag Wasser von der Hase in den Stichkanal und beschädigte den Leinpfad, welcher auf einem Damm neben dem Kanal verläuft. 
Nach dem Hochwasser vom März 1981 war dort nachträglich eine Spundwand eingezogen worden. Die vorhandene Spundwand verhinderte 2010 Schlimmeres, sodass es nur zu Auswaschungen am Damm anstelle eines Dammbruchs kam.
Nach dem Hochwasser dauerte es über ein Jahr, bis die Schäden am Leinpfad und dem Kanaldamm komplett behoben waren. Zudem wurde an der Stelle eine Hochwasserentlastung eingebaut, mit welcher Wasser der Hase bei zu hohem Stand in den Stichkanal geleitet wird.